# Postal (película)
Postal (titulada Postal: Parodia del caos en España y en Hispanoamérica) es una película de acción de humor oscuro y satírico estadounidense/canadiense/alemana de 2007 coescrita y dirigida por Uwe Boll basada en la franquicia de Postal de Running with Scissors. Como la mayoría de las películas anteriores de Boll, Postal es otra de sus adaptaciones cinematográficas de un videojuego, esta película se basa más en la secuela, Postal 2. Así como las anteriores producciones de Boll, fue un fracaso tanto de crítica como de taquilla, recaudando menos del 1% de su presupuesto.

## Trama
La película comienza con un prólogo, que muestra a Asif y Nabi, una representación ficticia de dos de los secuestradores del vuelo 11 durante los ataques del 11 de septiembre, debatiendo la cantidad de vírgenes que obtienen como recompensa por llevar a cabo los ataques. Tras un largo debate, deciden llamar a Osama bin Laden, su líder, para saber la cantidad exacta. Osama les dice que "no hay suficientes vírgenes para todos", y al escuchar esto, los dos secuestradores abandonan el ataque consternados y felizmente cambian su ruta de vuelo a las Bahamas. En este momento, sin embargo, los pasajeros del avión asaltan la cabina e intentan retomar el avión (esto se basó en lo que sucedió en el vuelo 93, uno de los otros aviones secuestrados durante el 11 de septiembre). En la lucha, los terroristas intentan razonar con los pasajeros, pero sin éxito y, en última instancia, el avión vuela sin darse cuenta contra la torre norte del World Trade Center.
Cinco años más tarde, en el pueblo de Paradise, Arizona (un pueblo fantasma en la vida real), donde el volátil Postal Dude, después de que se burlaran de él en una entrevista de trabajo, lo echaron de su oficina local de desempleo y descubrió que su esposa con obesidad mórbida lo estaba engañando, se enoja y está desesperado por conseguir suficiente dinero para finalmente dejar el pueblo. Decide formar equipo con su tío Dave, un estafador desaliñado convertido en líder de una secta del fin del mundo que le debe al gobierno de EE. UU. más de un millón de dólares en impuestos atrasados. Con la ayuda de Richie, la mano derecha del tío Dave, y un ejército de miembros de una secta de grandes pechos y poca ropa, Dude idea un plan para secuestrar un cargamento de 2000 muñecos Krotchy. El tío Dave planea venderlos en línea, donde sus precios han llegado a $4,000 dólares por muñeco.
Sin que ellos lo sepan, Osama bin Laden y su grupo de terroristas de Al-Qaeda, que se habían estado escondiendo en secreto en Paradise desde los ataques del 11 de septiembre, bajo la atenta mirada del mejor amigo de bin Laden, el presidente George W. Bush, buscan el mismo envío pero por razones completamente diferentes. Con la esperanza de superar la catástrofe del 11 de septiembre, planean inculcar influenza aviar en los muñecos y distribuirlas entre los niños estadounidenses desprevenidos, siendo una referencia a los ataques con carbunco del 18 de septiembre de 2001. Los dos grupos se encuentran en el destino del envío, un parque de diversiones de temática alemana llamado Little Germany. Una pelea entre el creador de Postal, Vince Desi, y el director de la película y propietario del parque, Uwe Boll (que termina cuando Boll recibe un disparo en los genitales y confiesa "Odio los videojuegos"), desencadena un tiroteo masivo entre la secta, los terroristas y la policía, lo que resulta en la muerte de decenas de niños inocentes. The Dude y el culto pueden salirse con la suya tanto con el envío como con el invitado del día de la inauguración del parque, Verne Troyer, perseguido por Al-Qaeda, la policía y una multitud de ciudadanos enojados.
Al regresar a su complejo, que ha sido tomado por los terroristas, Dude, el tío Dave y el resto se cuelan en secreto en el búnker subterráneo del complejo, donde Richie revela que ahora debe cumplir la profecía predicha en la biblia ficticia del tío Dave: lograr la extinción de la raza humana. Según la Biblia del tío Dave, el evento que inicia el apocalipsis es la violación de un "pequeño animador" por mil monos. Después de que Verne Troyer es arrojado rápidamente a un pozo de chimpancés, Richie dispara y mata al tío Dave, luego encarcela a Dude. The Dude logra escapar del complejo con una plétora de armas, y decide emprender una guerra de un solo hombre contra al-Qaeda, el asesino de su tío, su esposa infiel, la policía y las muchas personas que lo quieren muerto. De camino a su tráiler (donde planea hacer estallar a su esposa), se encuentra con una joven y atractiva barista, Faith, que se une a él después de un tiroteo explosivo seguido más tarde por el sincero pero inútil monólogo de Dude sobre la guerra. Luego, los dos proceden a matar a todos los terroristas, a todos los habitantes sedientos de sangre, a los restos del culto ahora loco, a su esposa y a sus múltiples amantes. En medio del tiroteo, bin Laden resulta herido pero escapa a un teléfono público, donde llama a Bush para pedir ayuda. Bush envía un helicóptero para salvarlo y planea que los dos se reúnan.
Habiendo ganado la guerra, Dude, su perro Champ y el barista se marchan en un coche de policía robado. Casualmente encienden la radio, solo para enterarse de que Bush ha culpado de los tiroteos y explosiones del día a China e India, y se ha visto "obligado a destruir ambos países con una fuerza nuclear extrema". Luego, Estados Unidos lanza treinta misiles nucleares contra China e India. En represalia, China e India lanzan treinta misiles nucleares cada uno hacia Estados Unidos, todos los misiles están programados para alcanzar sus objetivos en menos de dos minutos.
La toma final de la película muestra a Bush y bin Laden saltando juntos por un campo, tomados de la mano. Cuando estallan nubes en forma de hongo en el horizonte, bin Laden se ríe y dice: "Georgie, creo que este es el comienzo de una hermosa amistad". En ese momento, todos los misiles nucleares impactan y el país, y posiblemente el mundo, es destruido.

## Recepción
En Rotten Tomatoes, la película tiene un índice de aprobación del 9 % según 46 reseñas, con una puntuación media de 3,6/10. El consenso de los críticos del sitio dice: "Un intento de sátira política que carece de ingenio o relevancia, Postal es, sin embargo, una de las películas más exitosas de Uwe Boll, por lo que vale". Metacritic asignó a la película un puntaje promedio de 22 sobre 100, basado en 11 críticos, lo que indica "críticas generalmente desfavorables".
Jeremy Knox de Film Threat le dio a la película 3 de 5 estrellas y dijo: "Es un viaje tan increíblemente divertido que la mayoría de sus fallas son perdonables". Peter Hartlaub de San Francisco Chronicle le dio a la película 2.5 de 5 estrellas y declaró: "No solo menos que horrible, sino que en ocasiones se disfruta". Nathan Rabin de AV Club le dio a la película 2 de 5 estrellas y declaró: "Primero una provocación, segundo un insulto, tercero un truco publicitario y un filmar un cuarto lejano". Dennis Harvey de Variety le dio a la película 2 de 5 estrellas y dijo: "Esta película no es del todo aburrida, uno solo desearía que la extravagancia fuera más divertida".
Maitland McDonagh de TV Guide le dio a la película 2 de 5 estrellas y declaró: "Los toques de ingenio de Postal se pierden en las partes del cuerpo que vuelan, las bromas asquerosas y el espectáculo frontal completo de las partes que ya no son privadas de Foley". Michael Harris de The Globe And Mail le dio a la película 1 estrella de 5 y dijo: "Lo que Boll nos da es una aburrida paliza". Kyle Smith de New York Post le dio a la película 1 de 5 estrellas y declaró: "Por fin: Uwe Boll ha hecho su primera película intencionalmente divertida". Aaron Hillis de The Village Voice le dio a la película 1 de 5 estrellas y declaró: "Se las arregla para ser tan desdentado como él (Boll) es insípido. Mal enmarcado, sordo y sin sentido (¡pero sigue siendo el mejor de Boll!)". Nathan Lee de The New York Times le dio a la película 0.5 de 5 estrellas y declaró, "Infantil, irreverente y grosero al máximo, Postal explota con mala actitud y una pésima realización cinematográfica". "es tan agresivamente insípido y a sabiendas idiota, simplemente no hay diversión".

## Premios
La película fue nominada a tres premios Golden Raspberry: Peor actor de reparto (Boll como él mismo), peor actor de reparto (Troyer como él mismo) y peor director (Boll). La película terminó ganando el premio a Peor Director.
A pesar de la condena crítica, Postal ganó dos premios en el Festival Internacional de Cine de Hoboken: Mejor Director y el premio principal del festival, Best of Festival.

## Secuela cancelada
Boll declaró poco después de la producción de la película que lo más probable es que hiciera un Postal 2, incluso si fuera directo a video. En una entrevista de 2012, Vince Desi comentó que "actualmente están en conversaciones sobre otra película". El 28 de agosto de 2013, Boll anunció que financiaría la producción de Postal 2 a través de Kickstarter. El proyecto fue cancelado el 5 de octubre por falta de fondos.